# 10-я Терско-Дагестанская армия
10-я Терско-Дагестанская армия  — одна из армий РККА, сформированная во время Гражданской войны.
Образована приказом РВС Кавказского фронта от 7 марта 1921 на базе Терско-Дагестанской группы войск. Расформирована 29 мая 1921 года. Войска вошли в состав Северо-Кавказского военного округа.

## Состав
В состав армии входили:
- 14-я стрелковая дивизия (1-го формирования)
- 32-я стрелковая дивизия
- 33-я стрелковая дивизия
- 16-я кавалерийская дивизия

## Боевые действия
Армия участвовала в подавлении мятежа под руководством Нажмудина Гоцинского.

## Командный состав
Командующие:
- М. К. Левандовский (7 апреля — 18 апреля 1921)
- И. Ф. Шарсков (временно исполняющий должность, 18-26 апреля 1921)
- В. Н. Чернышов (26 апреля — 11 мая 1921)
- Г. А. Армадеров (врид, 11-29 мая 1921)

Члены РВС:
- С. Н. Батулин (7 марта — 18 апреля 1921)
- П. И. Кушнер (20-29 апреля 1921)
- Л. Ф. Печерский (22 апреля — 11 мая 1921)
- В. Х. Тер (врид, 11-29 мая 1921)

Начальника штаба:
- В. М. Воронков (13-21 марта 1921)
- Г. А. Армадеров (врид, 21 марта — 11 мая 1921)
- Д. И. Танский (врид, 11-29 мая 1921)